# Алфиос
Алфио́с, Алфе́й (греч. Αλφειός, др.-греч. Ἀλφειός, лат. Alpheus) — река в Греции. Алфиос и Эвротас — крупнейшие реки на Пелопоннесе. Длина реки — 112 (110) километров, это самая длинная река на Пелопоннесе. Площадь водосборного бассейна — 3600 квадратных километров. Исток находится у западного подножия Парнона в Аркадии, к югу от Триполиса. Течёт на юг до Мегалополиса, затем поворачивает и течёт в северо-западном направлении к древней Герее, поворачивает на запад, течёт через Элиду и впадает мимо Олимпии в северную часть залива Кипарисиакос Ионического моря.

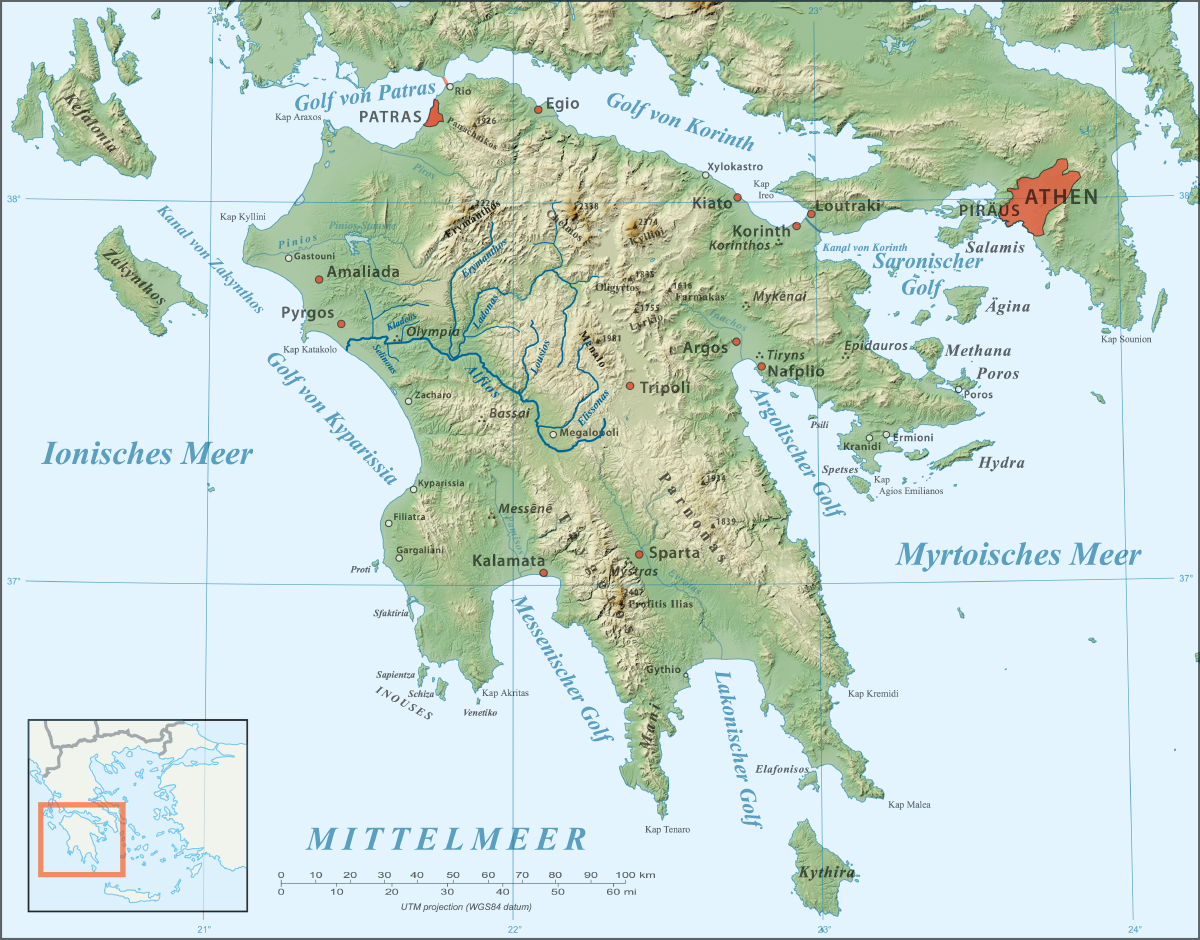
Река Алфиос на карте Пелопоннеса

Стремительная в Аркадии река становится в Элиде более спокойной. Крупнейшие притоки — правые: Ладон и Эримантос. Более мелкие притоки также правые: Энипеас, Лусиос (Гортиний), Кладеос и другие. Левые притоки: Карнион, Селинус, Ахерон и другие.
Алфиос и Кладеос ограничивают с юга и запада Алтис — священный участок в Олимпии.
Река переносит огромное количество отложений, которые образовали обширную аллювиальную равнину и озера, бывшие ранее морскими лагунами: Кайафа и Агулиница, эстуарий сместился на четыре километра с античных времён. В 1962 году построена плотина и мост на реке у села Флокас и создано одноимённое водохранилище для орошения, а с 2010 года — гидроэлектростанция.

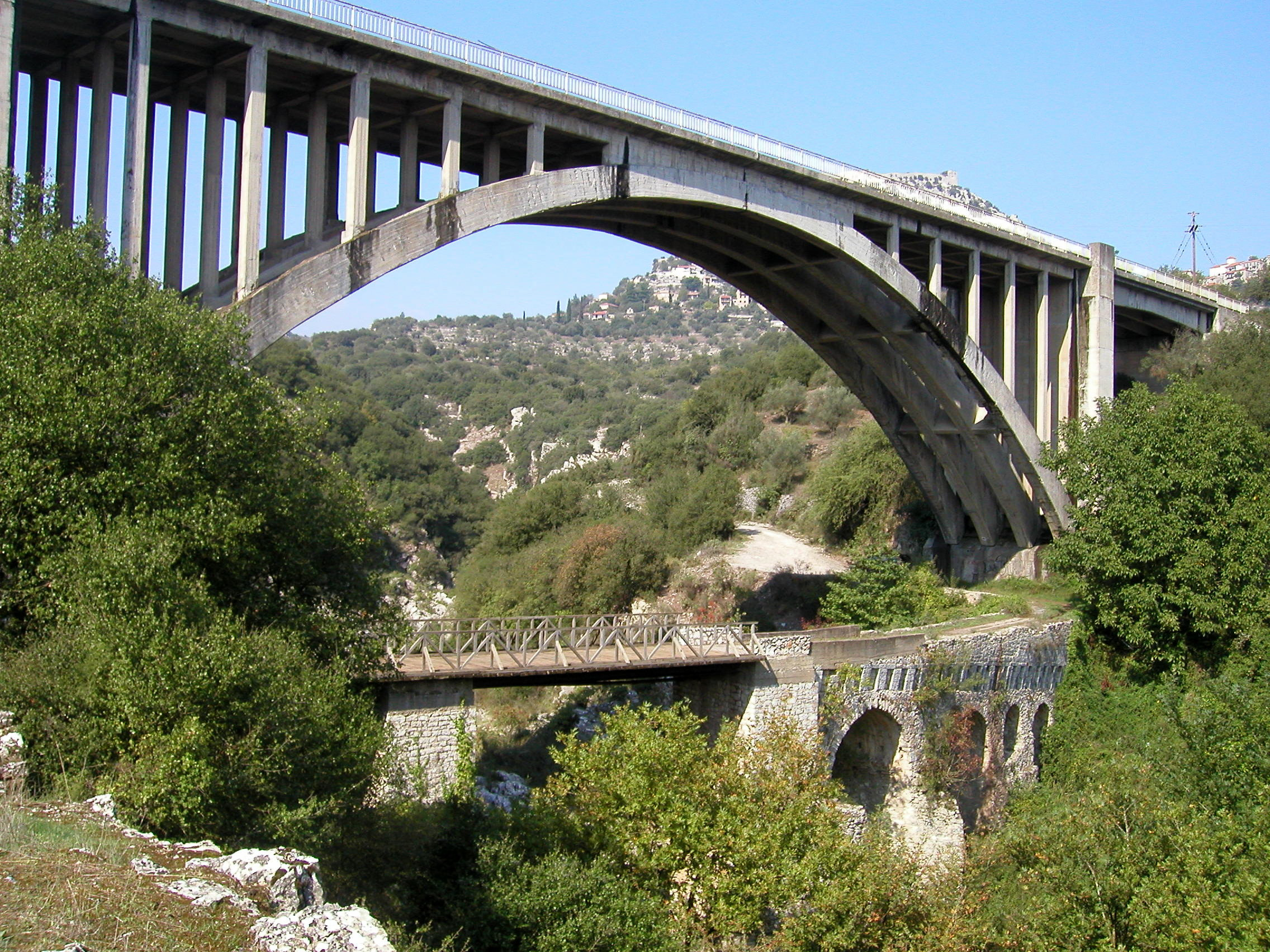
Мосты в Каритена: современный и периода франкократии (XIII век)

Два моста пересекают реку в Каритене: современный и периода франкократии (XIII век).
Согласно греческой мифологии Алфей, бог реки, был сыном титанов Океана и Тефиды. Когда нимфа Аретуса, преследуемая Алфеем, бежала на остров Ортигию близ Сиракуз и там превратилась в источник, Алфей сделался рекой, которая, протекая под морем, наконец соединилась с этим источником. По другому, вероятно, более древнему сказанию, бог реки, любивший Артемиду, преследовал её до устья реки или до острова Ортигии.
В честь Алфея и Артемиды сооружён был в Олимпии общий жертвенник.